# Грот-родник
Грот-родник — постройка архитектора Сильвио Данини в Александровском парке Царского Села в Санкт-Петербурге, памятник архитектуры федерального значения.

## История создания и судьба
Рядом с Монбижу, охотничьим павильоном, построенным в середине XVIII века в стиле рококо по проекту архитекторов Саввы Чевакинского и Бартоломео Растрелли по заказу императрицы Елизаветы Петровны в Александровском парке, протекал небольшой ручей, начало которому давал родник. В правление Николая I архитекторам Адаму Менеласу и Константину Тону было поручено перестроить павильон Монбижу, превратив его в Арсенал — павильон для хранения и демонстрации коллекции средневекового европейского и восточного оружия. Работы над этим проектом Менелас продолжал до своей смерти. Было решено придать и роднику, расположенному рядом с ним, привлекательный вид. Для его оформления Менелас разработал проект небольшого грота. Грот-родник стал одной из его многочисленных построек функционального назначения для Александровского парка (Павильон для содержания лам, пенсионерские конюшни, оранжерейный комплекс, мосты). Постройки Менеласа были возведены в традициях средневекового готического зодчества.
После того, как архитектором при Царскосельском управлении был назначен С. А. Данини 17 апреля 1896 года, он развернул широкую деятельность по реконструкции Александровского парка. По его проектам построены Верхний и Нижний Ламские мосты в Александровском парке, каменный мост через Павловский водовод, перестроены каменные мосты в Отдельном парке, Александровская плотина, также он перестроил грот-родник возле Арсенала, построенный Менеласом.
Автор путеводителя «Царское Село» С. Н. Вильчковский в 1911 году (хорошо знавший Сильвио Данини и сотрудничавший с ним в работе над некоторыми архитектурными проектами в Царском Селе) писал о гроте:

«В стороне от дороги, около самой площадки окружающий Арсенал, из искусственного небольшого грота бьёт родник, снабжающий питьевой водой всё население парковых караулок; излишняя вода стекает в Ламской пруд тенистым ручейком».— Вильчковский С. Н. Царское Село
Существует фотография, на которой император Николай II позирует на фоне грота-родника. Встречаются утверждения, что он любил этот источник и пил из него воду.

## Характеристика памятника
Грот над родником в Александровском парке — небольшой живописный гранитный навес над родником, дающим начало ручейку, который течёт в Ламский пруд.
Грот имеет форму полусферы. Он построен из необработанного камня, фасадная часть облицована гранитными плитами, создающими арочный проем. Из гранита сделаны ступени, ведущие к роднику и скамья стоящая у ручейка. В царское время источник был освящен. Вода в нём считалась чрезвычайно чистой.
В настоящее время Администрация Государственного музея-заповедника «Царское Село» не рекомендует употреблять воду из источника, поскольку она не соответствует нормативам для питьевых вод (по показателю жёсткости) и не предназначена для питья.

## Галерея
- Император Николай II у грота в Александровском парке/ Фотография начала XX века
- Арсенал и Грот-родник
- Грот-родник вблизи. Вид на лестницу и скамью